# 葉詩夢
佛音尼布（1863年—1937年），葉赫那拉氏，滿洲正蓝旗，生於大清北京，辛亥革命後，改汉名葉潛，字鶴伏，又字荷汀，號詩夢居士，以葉詩夢之名為人熟知。他精擅古琴，也是書法家與中醫師。

## 生平

### 官宦之家
同治二年（1863年）十二月二十七日子时葉詩夢出生，是家中第三子。其父瑞麟在他出生那年調任廣州將軍，因此其童年基本在廣東度過:35。1872年跟隨塾师刘蓉斋学琴，後來又跟隨祝桐君學琴。他在《诗梦斋琴谱》自序中說：:36
|  | 余幼时从刘蓉斋先生读书于粤东观音山之阳，课余先生授以指法，初学《良宵引》、《梧叶》二曲为入门。后祝桐君来粤，闻之所论音律精邃，昭若发蒙，亲授以《琴学入门》各曲，音律之精，非他谱所能及，从学三年先生归去，然先生之秘法均有心得矣。 |

1874年八月初十其父逝世，不久後他跟隨长兄怀塔布扶柩回籍:36。1875年回京之後，他住在东厂胡同的故居漪园。怀塔布以父恤擢四品京堂，而葉诗梦年則獲授员外郎，1877年选补裕陵工部员外郎，1880年调理藩院员外郎，任东陵慈禧普陀峪陵工监修官。1882年秋遊盤山，因遇到暴雨寄宿万松寺，在這裡獲得古琴“昆山玉”:37。按他自己的說法，“余斋中蓄琴百余张，清脆圆灵，以昆山玉为第一”:38。1885年在漪园隨孙晋斋（1820-？）學琴:38。
1894年因皇陵竣工，他被奏保为候补道，1897年充神机营委员:38。次年秋游翠微山，在龙王堂得到一根枯木，用它做成古琴“霹靂”:39。
1900年因庚子之役，藏琴幾乎丟盡。他攜帶崑山玉和九霄环佩兩張琴出城避難時，昆山玉被西洋士兵用軍刀砍傷。《诗梦斋琴谱》說：“斋中所蓄琴百余张，庚子后只余六张”，即宋崑山玉、唐九霄环佩、宋风入松、唐鸣玉、宋归凤和霹雳:39-40。同年秋，到北新桥桃条胡同避難:40。
1901年回到漪园，這時的漪园已遭到八國聯軍的破壞，他在修葺之後將名字改為余园，取“劫后余存”之意。同年秋，葉詩夢移居成趣园。:41
他和詹天佑是同學，曾學習過理工科知識，1903年創辦宫内电灯公所。1904年他把余园對外開放參觀，在園內開設了饭庄、茶馆和照像馆。:41
1905年在宜昌隨一位漁人學習了《圯桥进履》。:41
1908年叶诗梦獲保荐，为江苏试用道，並兼银钱局总办:42。1909年在江寧隨黃勉之學習《羽化登仙》。1910年5月，他为拙政园的八旗直奉会馆内玲珑馆匾“玉壶冰”。不久後补授河南开归陈许郑道，兼河工及官钱局事务。後來又改署河南劝业道:43。

### 民國
民国之後，他改名潜，字鹤伏，号诗梦（“师孟”諧音），以教授古琴、行醫為生:43。1931年溺血，女兒叶霜鸿尋方救治，得以痊愈:44。1935年正月，他再北平開設琴社鹤伏艺术传习所。次年高羅佩到他隆福寺的家中學琴。:44
葉詩夢晚年家境衰落嚴重，他的六張名琴中有五張已經賣掉，唯一一張昆山玉也常年典當在外。1937年他感到身體不適，他的學生汪孟舒斥巨資購回昆山玉，但不久葉詩夢病情加劇，請多位中醫、西醫治療都沒有效果。三月三十一日午后，眼睛已無法張開，也不能說話了。四月初一於北平去世，留有兩女叶霜鸿、叶耆生。:45

## 琴學
葉詩夢的古琴老師有很多，包括孙晋斋父子、祝桐君、张瑞珊、李湘石、云鹤道人、黃勉之等。:42
他曾教授荷蘭漢學家高羅佩古琴，是古琴傳入現代歐美的開端。此外，管平湖也曾隨他學琴:96。
由於家境顯赫，葉詩夢的藏琴一度达120多張，其中“昆山玉” 、“九霄环佩” 、“风入松” 、“鸣玉” 、“归凤” 、“霹雳”這六張最好，他也因此自号“六琴斋主” 。:96。

他的老師张瑞珊的兒子张莲舫說：:39
|  | 佛荷汀先生看琴，必选岳山低，先试三、四徽，弹弦不抗指者，然后评其音，否则便不弹试矣。盖佳琴轻松灵活，弹时不抗指不费力。若岳山虽低，但六徽抗指，亦非佳制。 |

## 作品
他寫有《诗梦斋琴谱》、《诗梦斋诗文集》、《诗梦斋日记》、《张船山华新罗诗集联》及《医药杂录》等作品。:45